# 奎因 (足球員)
奎因（英語：Quinn，1995年8月11日—），原名麗貝卡·凱瑟琳·奎因，是一名加拿大職業足球員，司職後衛或防守中場，現效力北方超級足球聯賽球隊温哥华Rise以及加拿大國家女子足球隊。

## 生平

### 國家隊生涯
奎因2012年入選加拿大U-17國青隊，出戰在危地馬拉舉行的中北美足聯U-17錦標賽。此後奎因也代表加拿大參加過2012年U-17女足世界盃、2014年U-20女足世界盃和2015年泛美運動會。
2014年3月7日塞浦路斯女足盃期間，奎因第一次為加拿大女足上陣，協助加拿大以3-1擊敗意大利。
2016年2月16日，中北美奧預賽期間，奎因和另一名球員分別為加拿大攻進三球，協助加拿大以10-0大勝危地馬拉。同年，奎因再次入選加拿大女足國奧大名單，並在2016年奧運奪得銅牌。
2019年，奎因再次入選國家隊，出戰當年的世界盃。
2021年，奎因隨球隊參加2020年東京奧運獲得金牌，奎因成為第一位公開出櫃在奧運出賽並獲得金牌的跨性別運動員。

### 個人生活
2020年9月9日，奎因通過自己的Instagram帳號公開出櫃，宣佈自己是一名跨性別，後來也進行了變性手術。

## 榮譽

### 國家隊
- 夏季奧運女足季軍：2016[4]
- 夏季奧運女足冠軍：2020

## 註解
1. ↑  根據慣例，跨性別人宣佈出櫃後，原名一般不再使用，否則可能被視為棄名錯稱。

## 外部連結
- 奎因在國家女子足球聯賽
- 奎因 （页面存档备份，存于）在杜克球員頁面
- Soccerway資料庫：奎因
- 奎因的X（前Twitter）
- 奎因的Instagram帳戶